# Frankensteins Höllenbrut
Frankensteins Höllenbrut (jap. 地球攻撃命令　ゴジラ対ガイガン, Chikyū kogeki meirei: Gojira tai Gaigan, wörtlich „Erdangriffsbefehl: Godzilla vs. Gigan“) ist ein japanischer Film des Regisseurs Jun Fukuda. Es handelt sich um den zwölften Teil der Godzilla-Reihe des Tōhō-Studios. Der Film wurde mit einem geringeren Budget als die bisherigen Filme dieser Reihe produziert. Deshalb wurden auch viele Filmausschnitte vorangegangener Filme für diesen wiederverwertet (beispielsweise aus Befehl aus dem Dunkel).

## Handlung
Eine Gruppe Außerirdische in scheinbarer Menschengestalt versucht die Erde zu erobern und Städte zu zerstören, um diese dann anschließend zu kolonisieren. Sie arbeiten in einem Vergnügungspark, in einem Godzilla nachempfundenen Turm. Zu diesem Zweck rufen sie zwei Monster aus dem Weltraum: Gigan und Ghidorah. Der Manga-Zeichner Gengo Kotaka erfährt von diesen Plänen bei seiner Arbeit für die Außerirdischen. Mit Hilfe eines gefundenen Tonbandes, das Gengo abspielt, ruft er Godzilla und Anguirus herbei. Die vier riesigen Monster kämpfen schließlich gegeneinander, wobei die „guten“ Monster Godzilla und Anguirus mit der Hilfe von Gengo und seiner Freunde, die den Turm der Außerirdischen zerstören, schließlich gewinnen.

## Erwähnenswertes
Frankensteins Höllenbrut gilt in der Uncut-Version als brutalster Teil der Staffel. Auffällig an dem Film sind die vielen aus früheren Filmen stammenden Teile. Besonders auffällig ist beispielsweise der plötzliche Wechsel von Tag zu Nacht während des Hauptkampfes der vier Monster. Kombiniert wurden hier neue Szenen mit welchen aus Befehl aus dem Dunkel oder Frankensteins Monster im Kampf gegen Ghidorah (Ghidora, the Three-Headed Monster). Auch ist die gesamte Filmmusik nicht neu. Sie stammt vollständig aus früheren Filmen (beispielsweise aus Krieg im Weltenraum).

## Erstaufführungen
- Japan 12. März 1972
- Deutschland 11. Januar 1973

## Rezeption
Die Theaterkasse betrug 1,78 Millionen US-Dollar.

Der Film hat eine Bewertung auf Rotten Tomatoes von 67 Prozent bekommen (Kritiker). Das Publikum bewertete den Film zu 49 Prozent positiv.

„Mischung aus Horror- und Science-Fiction-Film mit einigen ironischen Ansätzen, inszeniert von dem Honda-Schüler Fukuda; tricktechnisch eher auf der naiv-abenteuerlichen Ebene angesiedelt. (TV-Titel auch: „Godzilla und die Riesenkäfer“)“